# Gagrella dubia
Gagrella dubia is een hooiwagen uit de familie Sclerosomatidae.